# 裂首螳属
裂首螳属（学名：Schizocephala）为沙漠螳科的一个属。

## 下属物种
本属包括以下物种：
- 二角裂首螳 Schizocephala bicornis Linne, 1758